# Trichocolletes nigroclypeatus
Trichocolletes nigroclypeatus là một loài Hymenoptera trong họ Colletidae. Loài này được Rayment mô tả khoa học năm 1929.

## Hình ảnh

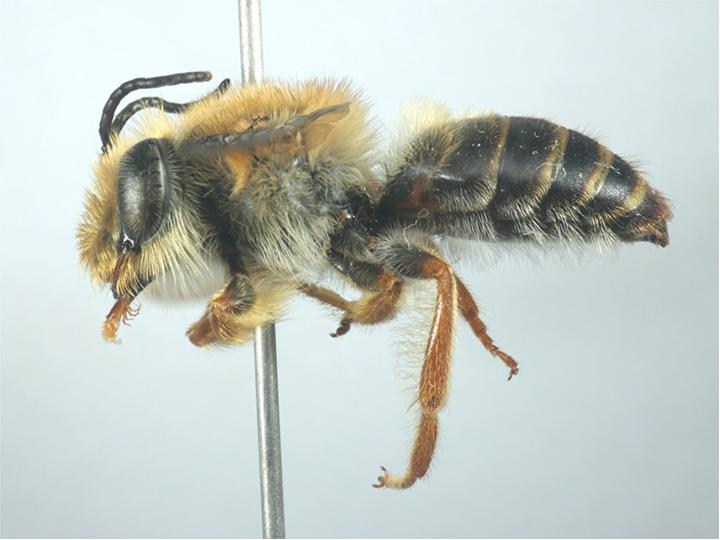